# سامبايو
سامبايو بلدية في ولاية توكانتينس في المنطقة الشمالية من البرازيل.
تشكل البلدية مساحة 6٪ من إجمالي 9,280 هكتار (22,900 أكر) في محمية إكستريمو نورتي دو توكانتينز الاستخراجية التي تم إنشاؤها عام 1992.